# 寇延丁
寇延丁（1965年—），山东泰安人，自由作家、纪录片独立制片人，著有《一切从改变自己开始》、《行动改变生存：改变我们生活的民间力量》、《可操作的民主》等著作；先后建立了“北京手牵手文化交流中心”、“泰安爱艺文化发展中心”等公益组织，发起了“北京水源保护基金会饮水思源爱艺文化基金”。
2014年10月，北京市公安局以“涉嫌寻衅滋事”为由抓捕了寇延丁。据报道她因声援占领中环运动而被抓，2015年2月14日获释。回到山東老家後，寇延丁繼續被取保候審一年，行動和言論自由皆受限制。2015年10月10日，寇延丁在被捕週年當天宣布開始「128天耐力行走」，以每天至少走兩萬步，走到2月14日釋放週年為止，並且每天早晚兩次在微信朋友圈播報進度。藉由如此另類的「抗議」形式，寇延丁成為「佔中系列打壓中第一個嘗試從沉默中站起來」的受害者。
獲釋一年半後，寇延丁把自己被秘密關押受審的經歷寫成《敵人是怎樣煉成的︰沒有權利沉默的中國人》一書，2016年10月10日（即寇被捕兩週年當日）由台灣時報文化出版。該書姊妹作《走》、《走著》同時由香港開放出版社出版，與《敵人是怎樣煉成的》均屬寇延丁自創文類「現實魔幻主義」系列作品。在台期間，成為一個愛釀造、愛全食、愛分享的的宜蘭新農夫，村莊的釀酒師傅。2019 年出版散文集《親自活著》，記敘旅居臺灣宜蘭之田園生活。